# Monte Amiata

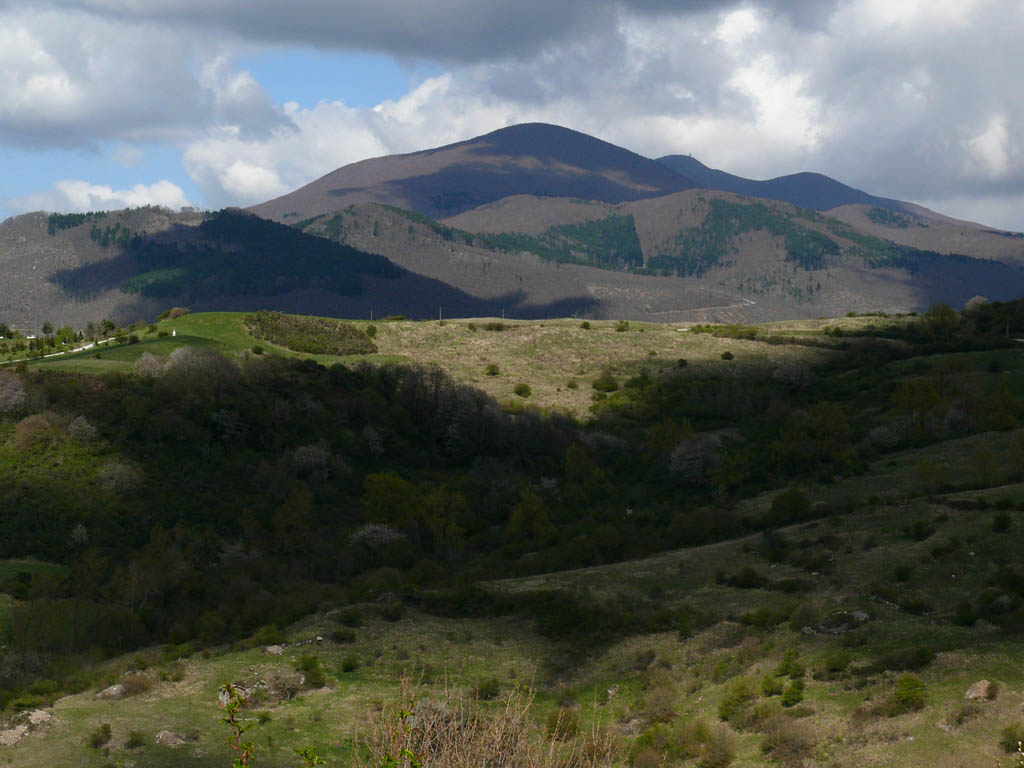
Blik op de Monte Amiata vanuit Radicofani

Monte Amiata (1732 m) is een uitgedoofde vulkaan in het zuiden van de regio Toscane in Italië. De berg maakt deel uit van de Antiappennini, een aantal bergen dat losstaat van de Apennijnen in de 'laars' van Italië. De kegel rijst zo'n 600 meter uit boven het omliggende plateau en is na Stromboli en de Etna de hoogste vulkaan van Italië.
Monte Amiata is de noordelijkste van een rij vulkanen langs de westkust van Italië tussen de Valdorcia en de Maremma en domineert het landschap van zuidelijk Toscane en westelijk Umbrië. De laatste eruptie was zo'n 180.000 jaar geleden, maar er zijn nog veel geisers en heetwaterbronnen rond zijn basis, onder meer in Bagno Vignoni en Bagno San Filippo. Een geothermische elektriciteitscentrale bij Piancastagnaio, met een capaciteit van 140 megawatt, gebruikt de aardwarmte van de vulkaan.